# A Tale of Two Cities (Izgubljeni)
A Tale of Two Cities je 50. epizoda televizijske serije Izgubljeni i prva epizoda treće sezone serije. Napisali su je jedni od originalnih autora serije J. J. Abrams i Damon Lindelof prema Lindelofovoj priči, a režirao ju je Jack Bender. Epizoda započinje s likom Juliet Burke (Elizabeth Mitchell) s kojom se gledatelji prvi puta susreću u seriji. Glavni lik radnje epizode je Jack Shephard (Matthew Fox). Ovo je jedina epizoda cijele serije - uz Pilot epizodu - koju je napisao njezin autor J. J. Abrams.
Kada se epizoda prvi puta emitirala 4. listopada 2006. godine u SAD-u na televizijskoj mreži ABC gledalo ju je otprilike 19 milijuna ljudi čime je zasjela na četvrto mjesto najgledanijih epizoda televiziijskih serija toga tjedna. Epizoda je uglavnom dobila pozitivne kritike, a mnogi su hvalili novi lik kojeg tumači glumica Mitchell.

## Radnja

### Prije otoka
Tijekom Jackovih prisjećanja vidimo ga kako prolazi kroz razvod sa svojom suprugom Sarah (Julie Bowen). Inzistira na tome da mu kaže s kim se viđa, ali ona to odbija pa ju on uhodi i krade joj mobitel. Počinje nazivati svaki broj iz telefona, a uskoro se na jedan poziv javi njegov otac Christian Shephard (John Terry). Nakon što ga je pratio dok je ovaj otišao na sastanak anonimnih alkoholičara, Jack ga optužuje da mu spava sa suprugom i fizički ga napada. Ubrzo bude uhićen, a Sarah mu prilikom plaćanja jamčevine kaže da Christian više nije trijezan. Nakon toga ona odlazi s nepoznatim muškarcem i kaže Jacku da će on uvijek trebati nešto popravljati.

### Na otoku
Novi lik Juliet Burke (Elizabeth Mitchell) priprema se za uobičajeni sastanak njezinog književnog kluba u modernoj kući koja se čini smještena u predgrađu. Članovi kluba nalaze se u oštroj raspravi u vezi knjige Carrie autora Stephena Kinga kada ih prekida nešto što u prvi mah nalikuje na zemljotres. Grupa izlazi iz Julietine kuće, a uskoro se pojavljuju Ben Linus (Michael Emerson) - prije poznat kao "Henry Gale" - i Ethan Rom (William Mapother) koji gledaju kako se zrakoplov Oceanic 815 lomi u zraku i pada na njihov otok. Ben brzo naređuje Goodwinu (Brett Cullen) i Ethanu da se pridruže preživjelima, skriju svoj pravi identitet i da mu donesu "liste u roku od tri dana". Nakon toga kamera se udaljava od mjesta događaja te otkriva da je "predgrađe" zapravo selo na otoku u kojem žive Drugi, dok se u dalekoj pozadini vide mjesta pada jednog i drugog dijela zrakoplova 815.
Kate Austen (Evangeline Lilly) budi se na podu u svlačionici. Tom (M. C. Gainey) joj dopušta da se otušira i kasnije je prisiljava da obuče haljinu koju joj je donio te ju odvodi na elegantan doručak na plaži s Benom koji joj govori da stavi na ruke lisice prije nego počne jesti. Ona ga upita zbog čega sve ovo radi, a on joj kaže da joj želi dati lijepa sjećanja budući će sljedeća dva tjedna biti "vrlo neugodna". James "Sawyer" Ford (Josh Holloway) budi se u kavezu usred džungle. Tinejdžer Karl (Blake Bashoff) u obližnjem kavezu u početku ignorira Sawyera, ali kasnije postane zainteresiran Sawyerovim kampom (gdje se nalaze ostali preživjeli iz leta) i uskoro oslobađa prvo sebe, a onda i Sawyera iz kaveza. Međutim, obojica bivaju uhvaćeni pa Tom prisiljava Karla - čije je lice sada prekriveno masnicama i krvlju - da se ispriča Sawyeru prije nego što ga odvedu. Sawyer počinje shvaćati mehaničku zagonetku u kavezu, a Tom mu kaže da su "medvjedima trebala samo dva sata". Nakon toga Sawyer vidi kako Kate stavljaju u kavez u kojem je ranije bio smješten Karl.
Jack se budi u prostoriji u stanici Hydra gdje ga Juliet ispituje. U jednom trenutku Jack ju napada i pokuša pobjeći, držeći joj improvizirano oružje pod vratom. Naređuje joj da otvori vrata, ali ona to odbija učiniti tvrdeći da bi ih to oboje ubilo. U tom trenutku pojavljuje se Ben koji se slaže da bi otvaranje tih vrata značilo smrt za sve. Jack baca Juliet i svejedno otvara vrata nakon čega u hodnik u kojem se nalaze započne ulaziti voda. Ben uspijeva pobjeći, a Juliet pomaže Jacku da dođe u susjednu prostoriju i govori mu da pritisne gumb za hitne slučajeve. On to učini, a ona ga u tom trenutku onesvijesti. Kada se probudi, Juliet pokazuje Jacku hrpu dokumenata u kojima se nalazi praktički cijeli njegov život. Juliet ga upita ima li bilo kakvih pitanja u vezi Sarah. Nakon kratke pauze on ju upita je li sretna na što mu ona odgovara da jest. Juliet izlazi iz prostorije gdje ju dočeka Ben koji joj govori da je odradila odličan posao.

## Produkcija

### Glumačka postava
A Tale of Two Cities je prva epizoda u kojoj se pojavljuje lik Juliet. Glumica koja tumači taj lik, Elizabeth Mitchell, dobila je ulogu u srpnju 2006. godine kao novi član glumačke postave, a koji je trebao poslužiti kao novi ljubavni interes liku Jacka Shepharda. Michell je komentirala da je prvog ili drugog dana snimanja snimala uvodnu scenu sezone u kojoj Drugi gledaju kako zrakoplov Oceanic 815 pada na otok. Kada je prvi puta upoznala glumca Matthewa Foxa njih dvoje samo su kratko razgovarali i to prvenstveno o samom scenariju i svojim likovima. Mitchell je to pomoglo zbog toga što su se upoznali više kao likovi, a ne kao Matthew i Elizabeth. Scena u kojoj se Jack dere na Juliet, a ona mu odgovara da je on tvrdoglav je ona koju je Elizabeth morala odraditi tijekom audicije.
Prijašnji gostujući glumci u seriji William Mapother, Julie Bowen, M. C. Gainey, Brett Cullen i John Terry nakratko se pojavljuju i u ovoj epizodi. Ova je epizoda također označila i prvo pojavljivanje kasnijih gostujućih glumaca Blakea Bashoffa i Stephena Semela. Uz glumicu Mitchell samo se četvero drugih glumaca pojavilo u ovoj epizodi od svih navedenih u uvodnoj sekvenci epizode: Michael Emerson kao Benjamin Linus koji je od početka treće sezone postao jedan od glavnih glumaca; Matthew Fox kao Jack Shephard, Evangeline Lilly kao Kate Austen i Josh Holloway kao Sawyer. Glumac Henry Ian Cusick također je promoviran među glavnu glumačku postavu kao lik Desmond Hume, skupa s novim likovima Nikki i Paulom koje su glumili Kiele Sanchez i Rodrigo Santoro. Glumci Malcolm David Kelley (Walt Lloyd), Harold Perrineau (Michael Dawson), Michelle Rodriguez (Ana Lucia Cortez) i Cynthia Watros (Libby) nisu više bili članovi glumačke postave nakon što su se njihovi likovi pred kraj prethodne sezone prestali pojavljivati u seriji.

### Scenarij
Jedni od glavnih autora serije i njezini izvršni producenti Damon Lindelof i J. J. Abrams napisali su zajedno scenarij za ovu epizodu prema priči samog Lindelofa. To je bila prva epizoda čiji je Abrams scenarist nakon Pilot epizode. Ideja treće sezone bila je "mi protiv njih"; Carlton Cuse, jedan od voditelja serije, je to objasnio: "A tko smo mi? I tko su oni? Uvijek pokušavamo objektivizirati one o kojima ne znamo puno i mislim da je upravo to ono što publika sada čini s Drugima - oni su loša, zla sila na otoku. Ali tijekom treće sezone ispričat ćemo i njihovu stranu priče i osjećam da će se mišljenje gledatelja o Drugima jako promijeniti".
Zamišljeno je da uvodna sekvenca epizode replicira onu iz prve epizode druge sezone "Man of Science, Man of Faith" u kojoj se u prvi mah čini da gledamo nečije prisjećanje, a zapravo je mjesto radnje na otoku. Redatelj Jack Bender pitao se koji je Jackov cilj bio s povlačenjem lanca, ali mu je Lindelof rekao da se ne brine, jer će "Fox to moći prodati, što je i učinio". Lindelof je opisao scenu u kojoj Jack napadne svoga oca na sastanku anonimnih alkoholičara "kao jedan od onih trenutaka u kojem kada igraš poker i kada blefiraš moraš odigrati do kraja zbog novca kojeg si uložio". Scena s Kate u haljini inspirirana je filmom Otimači izgubljenog kovčega odnosno scenom u kojoj Belloq daje haljinu Marion Ravenwood. Naslov epizode inspiriran je poznatom knjigom Charlesa Dickensa, a odnosi se na otkrivanje još jednog "grada" na otoku kao mjesta na kojem žive Drugi, uz onaj koji već postoji, a misli se na kamp preživjelih na obali. U epizodi se pojavljuju samo tri lika iz glavne glumačke postave: Jack, Kate i Sawyer. Lindelof je kasnije opisao ovo kao "grešku, jer kada gledatelji toliko dugo čekaju novu epizodu onda žele vidjeti sve likove" pa se u prvim epizodama sljedećih sezona pojavljuju uglavnom svi glavni likovi.
U jednoj sceni u epizodi Tom kaže Kate da nije njegov tip. Ovaj komentar rezultirao je cijelom diskusijom na internetu u vezi Tomove seksualne orijentacije, a Lindelof i Cuse su nagovijestili da će jedan od likova serije biti homoseksualac. Glumac Gainey se našalio: "Ako Kate nije tvoj tip, onda si gay" i počeo tako igrati svoj lik. Nakon emitiranja epizode "Meet Kevin Johnson", Lindelof i Cuse su potvrdili da je upravo ova scena iz epizode A Tale of Two Cities bila aluzija na Tomovu seksualnost, ali su svejedno smatrali da ju je bilo potrebno eksplicitno prikazati u epizodi, premda je Lindelof nadodao da scena u epizodi Meet Kevin Johnson "nimalo nije bila suptilna". Jedna od scena koje su se trebale prikazati u uvodnom dijelu epizode bila je i ona kada Juliet i Amelia razgovaraju o Benovim osjećajima prema Juliet, ali je ta scena izbačena. Kasnije je ta scena postala dvanaesta mobizoda u serijalu "Lost: Missing Pieces" - The Envelope.

### Snimanje
Scene eksterijera stanice Hydra snimljene su u napuštenom zabavnom parku za kojeg je scenograf Andrew Murdock smatrao da pristaje lokaciji zbog svoje arhitekture iz 80-ih u kojoj je sve pomalo "ostarjelo, industrijalno, pomalo preveliko i neobično". Epizoda treće sezone započinje pjesmom "Downtown" u izvedbi Petule Clark, a kasnije će ta ista pjesma biti upotrebljena i u još jednoj epizodi treće sezone - "One of Us". Još jedna pjesma koja se pojavljuje u epizodi je i "Moonlight Serenade" u izvedbi Glenna Millera. Ta pjesma već je bila iskorištena tijekom druge sezone u epizodi "The Long Con". Lindelof je izjavio da su pjesme koje se biraju i pojavljuju u seriji inspirirane njegovim djetinjstvom, iz vremena dok je njegova mama slušala te iste pjesme i usisavala po kući nedjeljom.

## Gledanost i kritike
Tijekom originalnog emitiranja epizode u SAD-u na televizijskoj mreži ABC, epizodu je gledalo 18,82 milijuna ljudi čime je postala najgledanijom epizodom te večeri na televiziji, te četvrtom najgledanijom epizodom toga tjedna. Epizoda A Tale of Two Cities imala je četiri milijuna gledatelja manje od premijerne epizode prethodne sezone "Man of Science, Man of Faith". U Kanadi epizodu je gledalo 1,972 milijuna gledatelja na televizijskoj mreži CTV čime je lako došla na prvo mjesto najgledanijeg programa te večeri. U Ujedinjenom Kraljevstvu, epizoda A Tale of Two Cities emitirana je 22. studenog skupa sa sljedećom epizodom sezone "The Glass Ballerina". S 1,549 milijuna gledatelja bio je to najgledaniji program na kablovskoj televiziji.
Chris Carabott iz IGN-a dao je ocjenju epizodi 9/10 te nadodao da je "pogled u život Drugih bio izvrsno napravljen", a da je nepojavljivanje ostalih preživjelih "bio pametan potez". Carabott je također hvalio Jackove flashbackove uz opasku: "U ranijim epizodama lik Jacka je bio napisan kao princ na bijelom konju i nevoljki heroj kojem su se svi mogli obratiti u teškim trenucima. Što više rupa stave u Jackov štit, tim bolje - tim on više postaje čovjek". Napisao je da je "Juliet obećavajući novi lik koji će pridodati novoj dimenziji Drugih ove sezone" te u svojoj kritici zaključio da je "kompletna epizoda bila solidan početak sezone". Robert Bianco iz USA Today hvalio je uvodnu scenu serije, a samu epizodu proglasio "dobrim početkom odlične serije", iako je imao određenih rezervi. Te rezerve su se prvenstvno odnosile na lik Jacka kao i na njegovu bojaznost da bi serija Izgubljeni mogla postati poput serije Alias u kojoj "su glavni likovi postepeno nestali zbog pojave velikog broja misterija i negativaca".
Los Angeles Time je na listi najboljih epizoda serije Izgubljeni epizodu A Tale of Two Cities postavio ja 66. od 113. mjesta uz obrazloženje: "Nije loša epizoda. Uvod s Juliet je odličan, a Jackova ljutnja na Druge je zabavna. Ali mnoga otkrivenja, poput Benovog imena na primjer, nisu dobro odrađena." Na sličnoj listi IGN je smjestio epizodu na 38. mjesto; napisali su da je "uvodna scena najbolja karakteristika epizode", a Jackovo prisjećanje "ne pretjerano interesantno poput njegovog prvog susreta s Juliet".
Glumac Matthew Fox poslao je ovu epizodu na razmatranje za kategoriju najboljeg glavnog glumca u dramskoj seriji za 59. dodjelu prestižnih televizijskih nagrada Emmy.

## Vanjske poveznice
- "A Tale of Two Cities" na ABC-u